# جاستن أندرسون (لاعب كرة قدم أمريكية أمريكي)
جاستن أندرسون (بالإنجليزية: Justin Anderson)‏ هو لاعب كرة قدم أمريكية أمريكي، ولد في 15 أبريل 1988 في أوكيلا في الولايات المتحدة.

## وصلات خارجية
- جاستن أندرسون على موقع مرجع كرة القدم المحترفة.كوم (الإنجليزية)